# コムロンショフ・ウストピリヨン
コムロンショフ・ウストピリヨン（Komronshokh Ustopiriyon 1993年1月7日- ）はタジキスタンのソグド州出身の柔道家。階級は90kg級。身長182cm。

## 人物
2012年のアジアジュニア90kg級で3位になるも、2013年の世界ジュニアでは5位だった。2015年の世界選手権では準決勝で韓国の郭同韓に有効で敗れた際に負傷して、3位決定戦でベイカー茉秋と対戦できず5位に終わった。2016年のアジア選手権で優勝するも、リオデジャネイロオリンピックでは初戦でジョージアのヴァルラーム・リパルテリアニに崩上四方固で敗れた。2017年のアジア選手権では2連覇するも、2018年のアジア大会では3位だった。世界選手権では7位にとどまった。2019年のアジアパシフィック選手権では決勝で増山香補に技ありで敗れて、今大会3連覇はならなかった。2021年7月に日本武道館で開催された東京オリンピックでは初戦で敗れた。2023年に地元で開催されたグランプリ・ドゥシャンベで優勝した。
一方でサンボにも取り組んでおり、2013年の世界選手権と2016年の世界選手権90kg級でそれぞれ3位になった。なお、2018年のアジア大会では柔道以外にサンボにも出場して3位となった。
IJF世界ランキングは3198ポイント獲得で13位(2023年6月5日現在)。

## 主な戦績
- 2012年 - アジアジュニア 3位
- 2013年 - グランプリ・アルマトイ 3位
- 2013年 - グランプリ・タシュケント 3位
- 2013年 - 世界ジュニア 5位
- 2014年 - アジア大会 5位
- 2014年 - グランプリ・アスタナ 優勝
- 2015年 - アジア選手権 3位
- 2015年 - 世界選手権 5位
- 2016年 - アジア選手権 優勝
- 2017年 - アジア選手権 優勝
- 2017年 - グランプリ・タシュケント 優勝
- 2018年 - グランプリ・アンタルヤ 優勝
- 2018年 - アジア大会 3位
- 2018年 - 世界選手権 7位
- 2019年 - グランプリ・アンタルヤ 3位
- 2019年 - アジアパシフィック選手権 2位
- 2021年 -　アジア・オセアニア選手権　3位
- 2021年 -　グランドスラム・アブダビ 2位
- 2022年 -　グランプリ・アルマダ 3位
- 2022年 - イスラム諸国連帯競技大会　2位
- 2023年 -　グランプリ・ドゥシャンベ　優勝

(出典、JudoInside.com)
サンボ(90㎏級)
- 2013年 - 世界選手権 3位
- 2016年 - 世界選手権 3位
- 2018年 - アジア大会 3位

(出典)。